# Witkowitzer Eisenwerke
Koordinaten: 49° 49′ 12,9″ N, 18° 16′ 46,5″ O

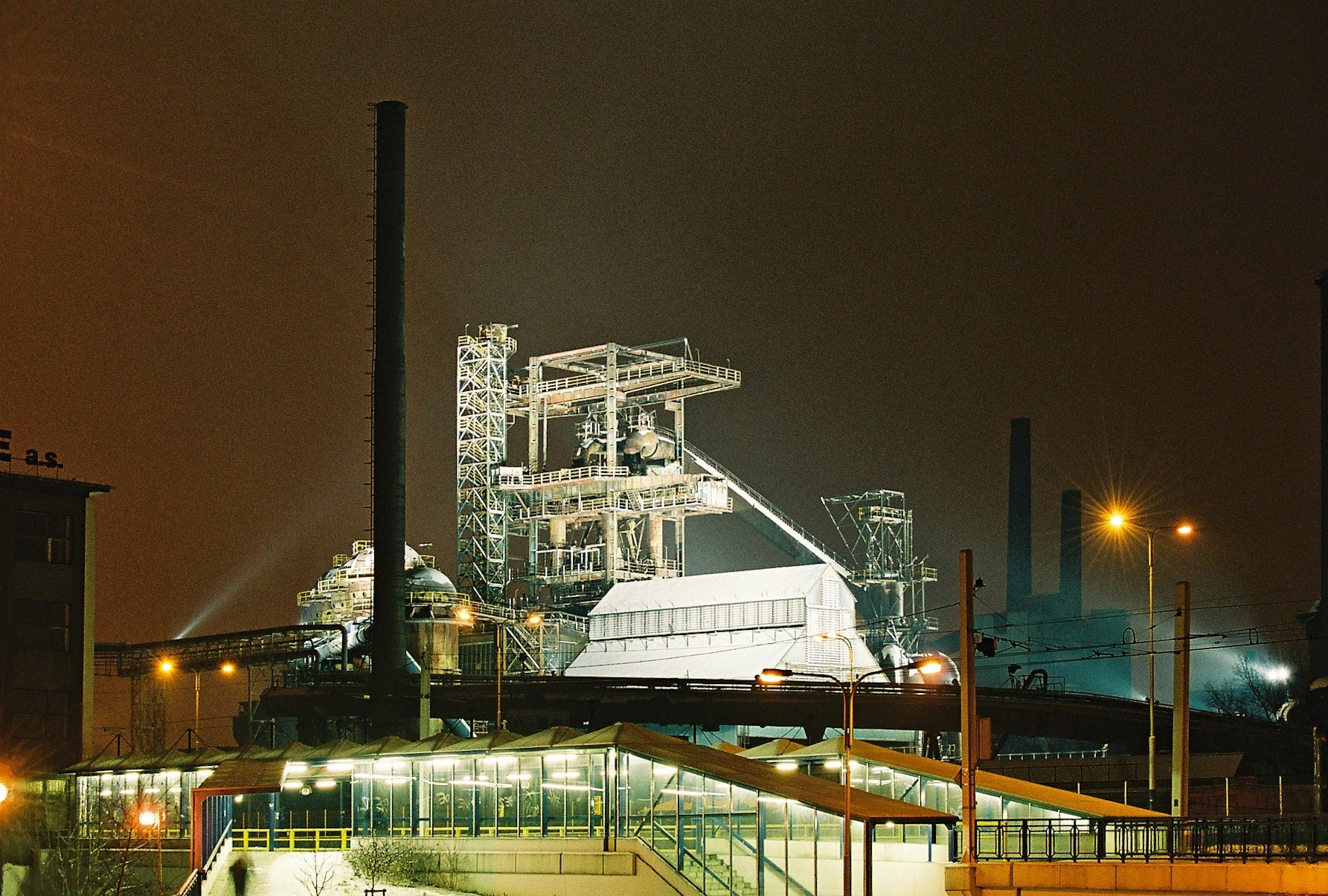
Nationales Kulturdenkmal Hochofen in Vítkovice

Die Witkowitzer Eisenwerke (tschechisch Vítkovické železárny, kurz VŽ) waren im 19. und 20. Jahrhundert eines der bedeutendsten  Unternehmen der mährischen Schwerindustrie. Auf relativ kleinem Raum waren Kohleförderung, Kokerei, Roheisenerzeugung, Stahlveredelung und -verarbeitung sowie Maschinenbau vereinigt. Die Anlagen prägen auch heute noch das Stadtbild von Vítkovice und werden manchmal als „Ostravské Hradčany“ (in Anlehnung an den Prager Hradschin) bezeichnet. Die Hochöfen und die Kokerei haben seit 2002 den Status eines Nationalen Kulturdenkmals der Tschechischen Republik.

## Geschichte

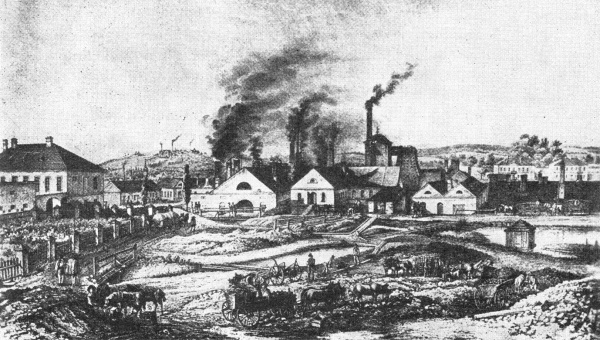
Witkowitzer Eisenwerke um 1850

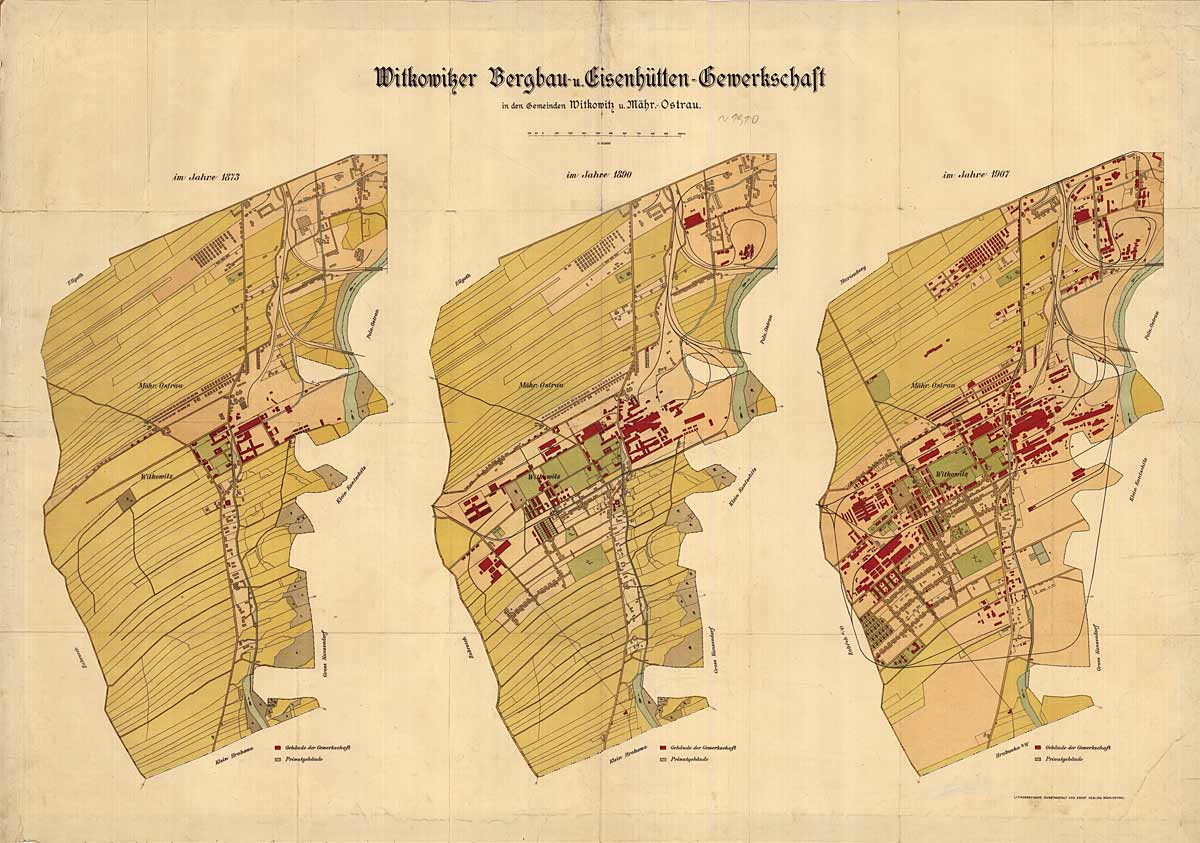
Ausdehnung der Industriegebäude 1873–1907

Das Eisenwerk Rudolfshütte in Witkowitz nahe Mährisch-Ostrau wurde im Jahr 1828 auf Anregung des Wiener Professors Franz Xaver Riepl vom Olmützer Kardinal und habsburgischen Erzherzog Rudolf Rainer gegründet. Nach dem Tod des Bischofs interessierte sich 1831 Salomon Freiherr von Rothschild, Begründer der Wiener Linie der Familie Rothschild, für das mit damals moderner Technologie arbeitende Unternehmen, scheiterte jedoch zunächst an den Widerständen seitens des Domkapitels.
Zwischenzeitlich wurde das Werk um eine eigene Kokerei erweitert. 1836 wurde der erste Hochofen in Betrieb genommen, zwei Jahre später der zweite. 1839 kam ein Walzwerk hinzu. Nach Bildung einer Gewerkschaft, die die Hütte zunächst langfristig pachtete und ausbaute, gelang es Rothschild 1843, das Werk zu erwerben. Es war für ihn vor allem wegen des damals aktuellen Baues der Kaiser Ferdinands-Nordbahn von besonderem Interesse. Um nicht mehr auf die Anlieferung von Kohle angewiesen zu sein, wurde 1852 mit dem Bau eines Schachtes begonnen und die Kohle direkt unter dem Werksgelände abgebaut. 1856 wurde eine eigene Montanbahn in Betrieb genommen.
Um 1870 zog sich Anselm Salomon von Rothschild, der Sohn Salomons langsam aus dem Industriegeschäft zurück. 1873 wurde deshalb die Witkowitzer Bergbau- und Hüttengewerkschaft gegründet, an der die Rothschilds nur mehr 51 Prozent, die Wiener Kohlengroßhändler Wilhelm von Gutmann 49 Prozent hielten. Diese Beteiligungssituation blieb bis zur Enteignung im Zuge der Arisierung im Nationalsozialismus intakt, wobei die Wittkowitzer Eisenwerke jahrzehntelang das wichtigste wirtschaftliche Standbein der Wiener Rothschilds darstellten. 
Wittkowitz entwickelte sich in den folgenden Jahrzehnten zum größten Hüttenwerk der Habsburgermonarchie. Um 1900 besaß das Werk eine Kokerei, 11 Hochöfen, Bessemer- und Martinstahlhütten, eine Maschinenfabrik mit Gießerei, Brückenbauanstalt und Kesselschmiede, Walzhütten, ein Röhrenwalzwerk, eine Gußstahl- und Panzerplattenfabrik sowie eine Ziegelei, Kalkbrennerei, Fabrik feuerfester Steine, Kupferextraktionsanstalt und ein eigenes Gas- und Elektrizitätswerk.
Die Nationalsozialisten benützten im Zuge der in Paris geführten Arisierungsverhandlungen den von der Gestapo festgehaltenen Louis Nathaniel von Rothschild als Geisel und erpressten so die Eisenwerke von der Familie. Diese wurden anschließend in den deutschen Staatskonzern Reichswerke Hermann Göring eingegliedert und produzierten v. a. Munition sowie später Bauteile für die Rakete Aggregat 4 (V2). Am 20. Oktober 1942 wurde mit dem Bau einer neuen Hütte in Ostrava-Kunčice begonnen. Auf dem Gelände des dort errichteten „Südbaus“ entstand später die Nová huť (Neue Hütte).
Nach 1945 wurde das Unternehmen in tschechoslowakischen Staatsbesitz übernommen und firmierte nun als Vítkovické železárny Klementa Gottwalda n.p. (VŽKG). Der Fokus lag in der Tschechoslowakei in dieser Zeit auf dem Auf- und Ausbau der Neuen Hütte in Ostrava-Kunčice sowie in Třinec, so dass in Witkowitz erst Anfang der 1960er Jahre mit sowjetischer Hilfe modernisiert wurde.

## Gegenwart

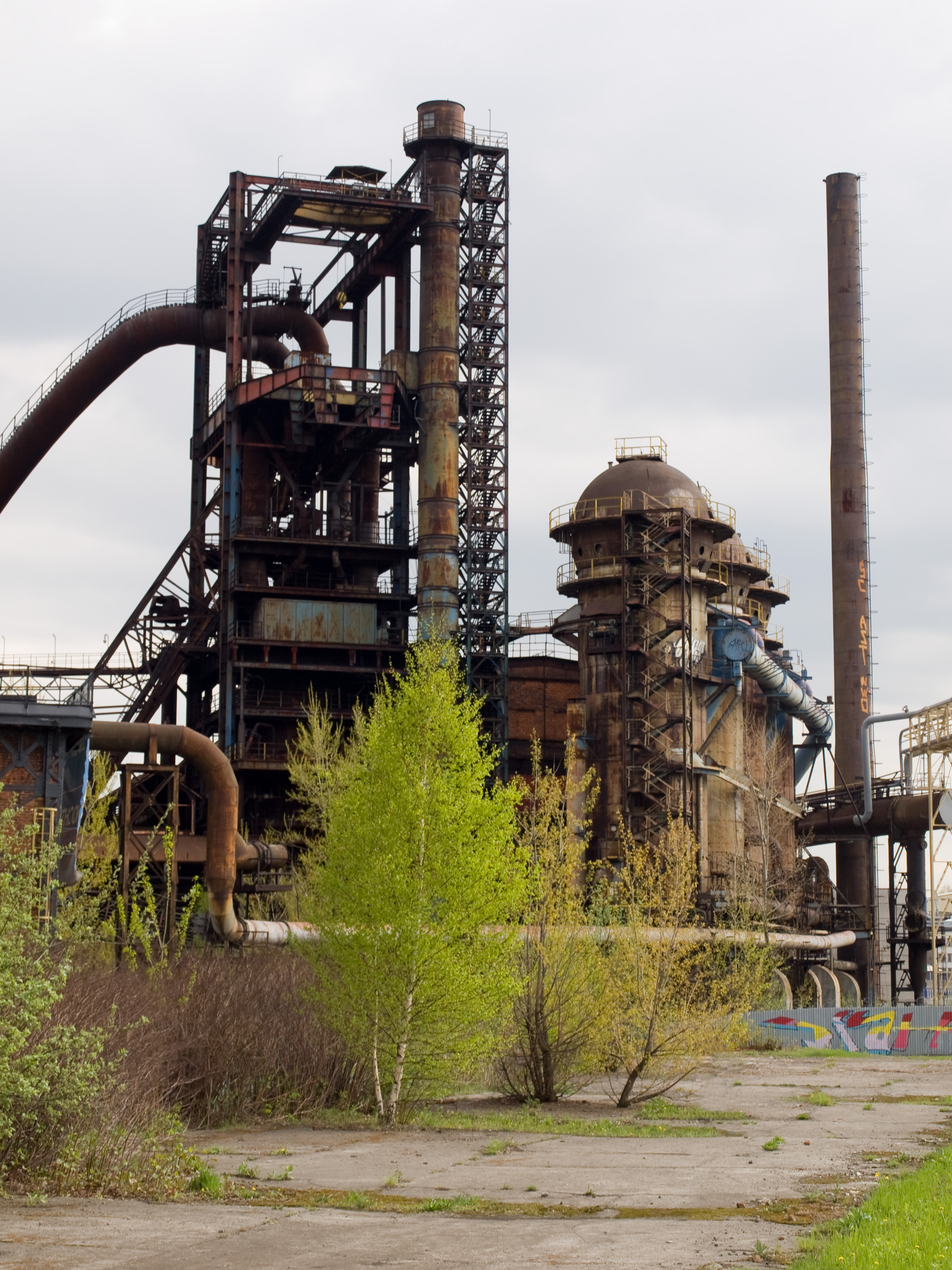
Hochofen und Winderhitzer

Die historische Entwicklung führte dazu, dass die ursprüngliche Eisenhütte zu einem großen Industrieunternehmen wurde, das sich auch dem Maschinenbau widmete. Am Ende des 20. Jahrhunderts geriet das Unternehmen in große wirtschaftliche Schwierigkeiten. Die tschechische Regierung musste vom ursprünglichen Privatisierungsplan abweichen und die Unternehmensführung übernehmen. Es kam zur Trennung der Unternehmensteile Verhüttung und Maschinenbau, die getrennt privatisiert wurden.
Wie in anderen Stadtteilen von Ostrava wurde 1994 die Förderung von Kohle beendet.
Die Rohstahlproduktion wurde eingestellt, am 27. September 1998 fand der letzte Abstich statt. Das zur Weiterverarbeitung bestimmte flüssige Roheisen wurden dann noch eine Zeitlang von der Neuen Hütte bezogen.
Im Jahr 2002 wurden die Kohlegrube Dul Hlubina, die Kokerei und die Hochöfen zum Nationalen Kulturdenkmal erklärt.
Die Maschinenbausparte firmiert seit 2003 unter Vítkovice Holding.
Von 2005 bis 2014 gehörten die Eisenwerke unter der Firmierung Evraz Vítkovice Steel zur russischen Stahlwerks- und Fördertechnikgruppe Evraz. Auf einem Teil des Areals hat sich die Firma Škoda Vagonka angesiedelt.
Im Jahr 2008 wurde ein Teil des Geländes und einige Gebäude zum Europäischen Kulturerbe erklärt.
Zurzeit wird ein Teil des Areals in ein Kultur- und Veranstaltungszentrum umgebaut. In den Sommermonaten finden an den Wochenenden Führungen auf dem Gelände statt. Seit 2012 finden die Festivals Colours of Ostrava und Beats for Love auf dem Areal statt.